# Brigantino

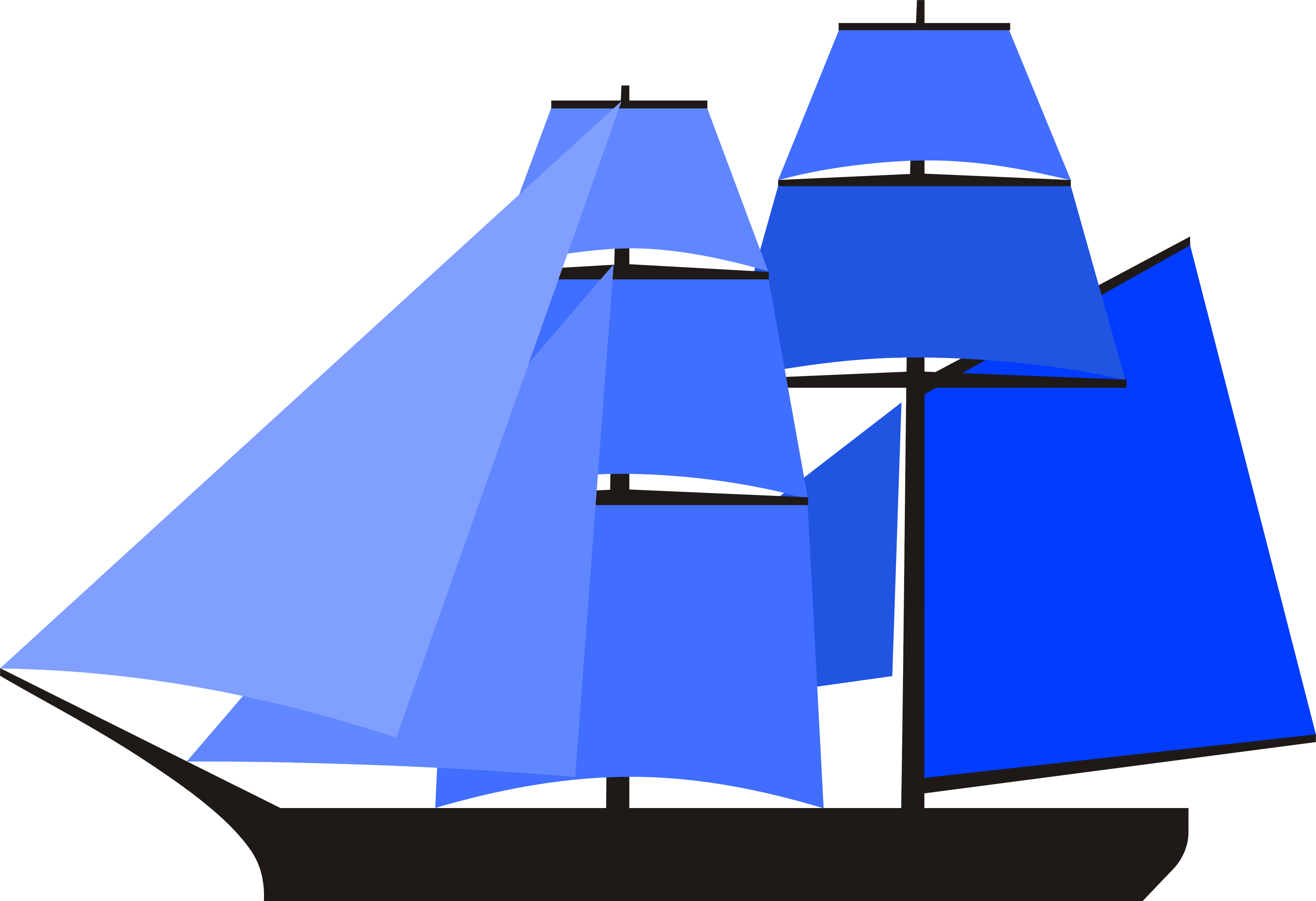
Schema della velatura di un brigantino

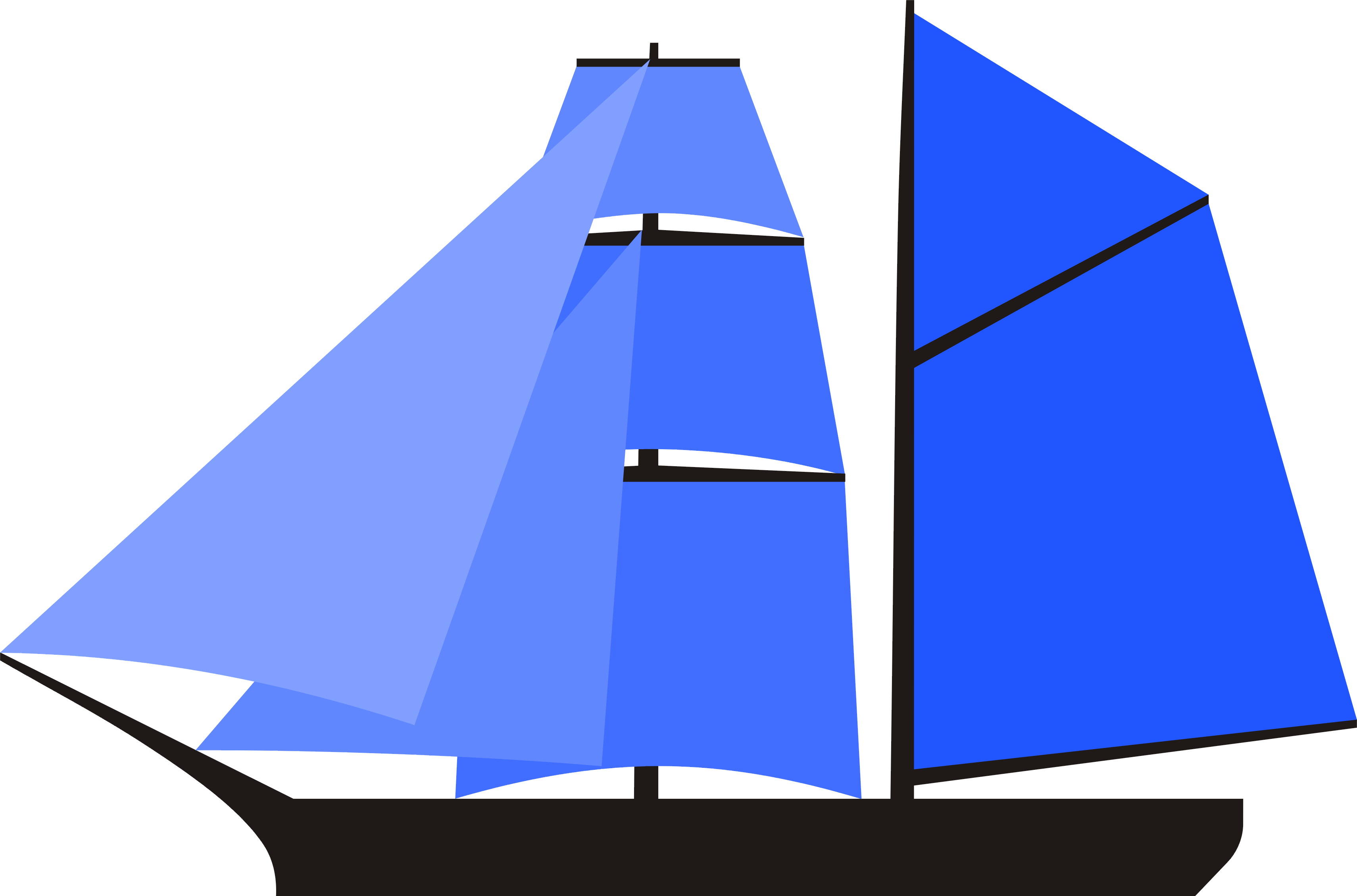
Schema della velatura di un brigantino goletta

Il brigantino è un tipo di veliero di dimensioni contenute, dotato di due alberi, quello prodiero armato con vele quadre, con una stazza lorda che va dalle 100 alle 300 tonnellate. 
Può avere un terzo albero a poppa, armato con vele auriche, nel qual caso prende il nome di "brigantino a palo". Se invece ne ha soltanto due, di cui quello prodiero con vele quadre e l'altro con vele auriche, prende il nome di "brigantino goletta". Se ambedue gli alberi sono armati esclusivamente con vele quadre prende il nome di "brigantino velacciere". Il brigantino era impiegato principalmente come cargo o nave di scorta; ebbe grande diffusione nel Mar Mediterraneo e nell'Europa del nord.

## Descrizione
Dal 1400 a tutto il 1700 esistevano dei bastimenti a remi, tipicamente mediterranei, dotati di due alberi a vele latine e 12-22 remi semplici, noti come brigantini o brigantine (e che nelle fonti coeve spesso possono essere indicati anche come fregate, feluche, feluconi e galeotte e mezzegalere; questo perché nei secoli dell'età moderna la terminologia di riferimento per i bastimenti non era standardizzata come ai giorni nostri).
Il termine è di origine italiana (derivato da brigante, nella sua espressione originaria di componente una brigata, cioè gruppo di più persone da cui il termine). Infatti nel 1400 e nel 1500 il brigantino a vele latine era utilizzato frequentemente come unità per la guerra di corsa e la pirateria.
Tra il XV e XVIII secolo vennero impiegate, soprattutto per azioni militari, delle imbarcazioni chiamate brigantino anche lungo il Po. Si trattava tuttavia di natanti differenti dai brigantini presenti in mare, essi infatti erano lunghi circa 20 metri, erano mossi tramite dei remi e il loro equipaggio era mediamente composto da 32 elementi.

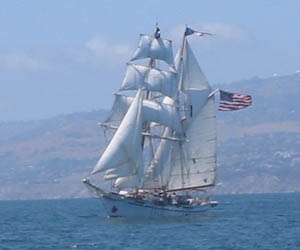
Il brigantino Irving Johnson.

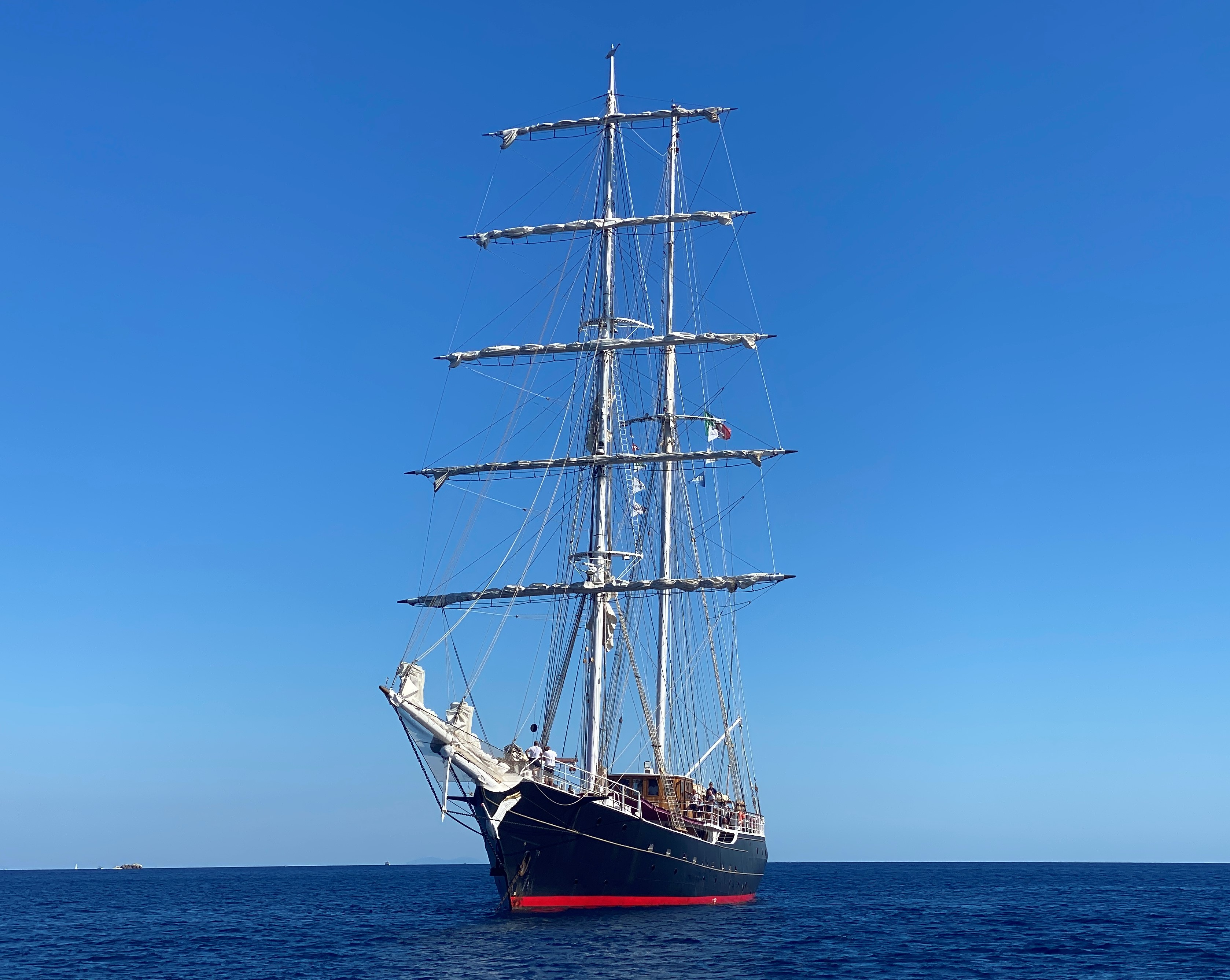
Nave Italia, Brigantino Goletta della Marina Militare italiana.

### La galeabrigantino
Originariamente il nome brigantino era dato, da cronisti e narratori del tardo Medioevo (fratelli Villani, Sercambi, ed altri) ad una piccola e sottile nave, appartenente alla famiglia delle galee, a 12-14 banchi a singolo rematore e due alberi (trinchetto e di maestra), dotati l'uno di vela latina e l'altro di vela aurica o di vela latina. Il nome derivava dal fatto che tale imbarcazione si presentava come particolarmente adatta alla guerra di corsa.